# Wugigarra eberhardi
Wugigarra eberhardi är en spindelart som beskrevs av Huber 200. Wugigarra eberhardi ingår i släktet Wugigarra och familjen dallerspindlar.
Artens utbredningsområde är New South Wales. Inga underarter finns listade i Catalogue of Life.